# Tourliac
Tourliac település Franciaországban, Lot-et-Garonne megyében. Lakosainak száma 140 fő (2022. január 1.). Tourliac Rampieux, Saint-Cassien, Parranquet és Rayet községekkel határos.

## Népesség
A település népessége az elmúlt években az alábbi módon változott:
| Lakosok száma | 114  | 110  | 104  | 124  | 145  | 138  | 135  | 133  | 135  | 140  |
|               | 1968 | 1982 | 1990 | 2006 | 2013 | 2015 | 2017 | 2019 | 2020 | 2022 |